# Alonso Zamora Vicente
Alonso Zamora Vicente (Madrid, 1 de febrero de 1916-San Sebastián de los Reyes, 14 de marzo de 2006) fue un filólogo, dialectólogo, lexicógrafo y escritor español.

## Biografía
Estudió en el Colegio español-francés de la calle de Toledo y cursó bachillerato en el Instituto de San Isidro, donde coincidió con Camilo José Cela. La guerra civil española interrumpió sus estudios universitarios, desarrollados entre 1932 y 1936, años en los que asistió a las clases de Tomás Navarro Tomás y trabajó en el Centro de Estudios Históricos, con este y con Ramón Menéndez Pidal y Américo Castro. Su amigo Dámaso Alonso le animó a terminar la carrera en 1940. Aprobó ese mismo año las oposiciones a Catedráticos de Institutos de Enseñanza Media y marchó a una plaza en Mérida. Durante su carrera conoció a María Josefa Canellada, también filóloga, que será su esposa. Editó obras de Tirso de Molina, Torquemada, Lucas Fernández, hizo estudios sobre las vocales andaluzas y las vocales caducas en el español mexicano. 
Leyó pronto a Marcel Proust, John Dos Passos y Retrato del artista adolescente de James Joyce, traducido por su amigo Dámaso Alonso, y Ulises. También leyó, evidentemente, a los autores de la Generación del 98 y conoció personalmente a varios de los de la Generación del 27. Se doctoró en Filología Románica (1942) con El habla de Mérida y sus cercanías (estudio que sirvió de modelo a los trabajos dialectológicos que se llevaron a cabo en España o entre los hispanistas hasta, al menos, los años sesenta) y sucedió a Dámaso Alonso en la Cátedra de Filología Románica de la Universidad de Madrid, donde ya estaba enseñando Dialectología Española. Como Secretario Perpetuo de la Real Academia Española cuando Dámaso fue su director, desarrolló en comandita con este una fructífera labor que topó, sin embargo, con las estrecheces económicas de la institución. Su estancia en Mérida le sirvió para estudiar el dialecto extremeño y la literatura regional de José María Gabriel y Galán y Luis Chamizo, pero nunca abandonó su interés por el subdialecto madrileño, al que le dedicó un importante trabajo, ni el español americano. También estudió, junto a María Josefa Canellada, las hablas asturianas. Estudió a distintos autores y textos medievales, clásicos y modernos, como el "Poema de Fernán González", Garcilaso de la Vega, Juan Pablo Forner, Francisco de Aldana y otros. Poseyó una gran biblioteca que acordó depositar en la Universidad de Extremadura con el marbete de "Fundación Biblioteca Zamora Vicente". Hoy esta biblioteca se puede consultar en un edificio del casco antiguo de Cáceres. También fue poseedor de una importante pinacoteca.
En el curso 1942-43 se trasladó a la Cátedra de lengua y literatura españolas del instituto masculino de Santiago de Compostela pero marcha a Madrid a impartir la asignatura de Dialectología española. En 1943 obtuvo por oposición la Cátedra Universitaria de Lengua y Literatura españolas en la Facultad de Filosofía y Letras de la Universidad de Santiago de Compostela, que desempeñó hasta 1946, fecha en que se traslada a Salamanca para ocupar como numerario la Cátedra de Filología Románica, que desempeñará hasta 1959 y finalmente tomará posesión de la Cátedra de Filología Románica en la Facultad de Filosofía y Letras de la entonces Universidad Central de Madrid, hoy Complutense, hasta su jubilación en 1985. De 1948 a 1952 dirige el Instituto de Filología de la Universidad de Buenos Aires y funda y dirige la prestigiosa revista Filología. Eduardo Mallea le invitó a escribir prosa literaria en La Nación y poco después extiende sus colaboraciones a Azul de Montevideo. Allí conoce a Julio Cortázar, Daniel Devoto, Josefa Sabor y Enrique Anderson Imbert. De esta época son la edición de Por el sótano y el torno, de Tirso de Molina, De Garcilaso a Valle-Inclán, Presencia de los clásicos, Las sonatas de Ramón del Valle-Inclán. Contribución al estudio de la prosa modernista etc. En 1952 volvió a España, a Salamanca, desde donde sigue colaborando en La Nación, Azul e Ínsula, y algunos años después en el diario Ya. En 1954 inicia varios viajes como profesor extraordinario, a la Facultad de Letras de la Universidad de Colonia, a Heidelberg, a Praga, a París, a Italia, a Bélgica, a Holanda. 
En 1960 es nombrado Director del Seminario de Filología Hispánica de El Colegio de México y profesor extraordinario en la Universidad Nacional de México, al año siguiente es profesor (1961) en el Departamento de Estudios Hispánicos de la Universidad de Puerto Rico. Marcha a Estados Unidos y, de vuelta a Europa, en 1963, visita las universidades de Copenhague, Estocolmo... y, por último, Madrid. En estos años publica Primeras hojas, Smith y Ramírez, S.A., La voz de la letra, Lope de Vega. Su vida y obra, ¿Qué es la novela picaresca?, Un balcón a la plaza, Lengua, literatura e intimidad, etc. Es elegido académico en mayo de 1966 (desde 1961 era miembro del Seminario de Lexicografía); lee el discurso de recepción sobre «Asedio a Luces de Bohemia, primer esperpento de Ramón del Valle Inclán. Fue Secretario Perpetuo de la Institución desde 1971, en que sucedió a Rafael Lapesa, hasta 1989, año en que renunció. El discurso fue reelaborado en el libro La realidad esperpéntica (Aproximación a Luces de Bohemia), que fue Premio Nacional de Literatura «Miguel de Unamuno de Ensayo» en 1969. A Valle dedicó también Valle-Inclán, novelista por entregas y las ediciones críticas de Luces de Bohemia y Tirano Banderas, entre otros trabajos. En 1973, la revista "Papeles de son Armadans" le dedicó un número extraordinario, dirigido por Jorge Urrutia, en el que colaboraron importantes firmas de dentro y fuera de España, con un retrato del pintor Martínez Novillo en la cubierta.
Coordinó el Diccionario Manual e Ilustrado de la Real Academia y escribió la Historia de la Real Academia Española, una de sus últimas obras. Casado con la escritora asturiana María Xosefa Canellada Llavona, fue miembro hasta su muerte de la Academia de la Llingua Asturiana (ALLA).
Como narrador parte de elementos populares cotidianos y gusta especialmente de la narrativa breve. Su prosa es con frecuencia irónica, llena de reticencias, amplificaciones, hipérboles y antífrasis, y en el fondo late una gran preocupación por una sociedad española, marcada y deformada por el pasado de la Guerra Civil. Muchos de ellos tienen lemas de César Vallejo y es un elemento importante el humor, que puede parecer ingenuo en Primeras hojas o Examen de Ingreso, o grotesco en Smith y Ramírez, S.A. o realista en Un balcón a la plaza, Desorganización, Sin levantar cabeza, El mundo puede ser nuestro, A traque barraque, Estampas de la calle, Voces sin rostro, Hablan de la feria, Historias de viva voz, Mesa, sobremesa (Premio Nacional de Literatura 1980) y Vegas bajas.
Fue nombrado académico de honor de la Real Academia de Extremadura y Doctor Honoris Causa de su Universidad, y la Asociación APLEX 'Patrimonio Lingüístico Extremeño' le distinguió con el título de Socio de Honor en el Primer Congreso Internacional APLEX 2004. Varios de sus cuentos aparecieron en el "Boletín de la Real Academia de Extremadura de las Letras y las Artes" siendo director su alumno Antonio Viudas Camarasa: «Atardecida en el andén», II, 1991, págs. 5-9. “Dentro de la niebla”, V, 1994, págs. 131-135. “Un día extremeño más”, VI, 1995, págs. 189-210. “Los cumpleaños se celebran mucho…”, IX, 1998, págs. 31-35. “Buen amigo en la puerta, entrada cierta”, XI, 2000-2001, págs. 7-13. “En carnaval, disfraz nuevo”, XII, 2002, págs. 5-9. Se reconocía así el trabajo llevado a cabo por Alonso Zamora Vicente en la divulgación del patrimonio lingüístico extremeño desde su tesis doctoral, y sus estudios sobre José María Gabriel y Galán, Juan Pablo Forner, Francisco de Aldana o Luis Chamizo. Fue un gran conocedor y admirador de la pintura de Godofredo Ortega Muñoz. 
Este importante lingüista, discípulo de Ramón Menéndez Pidal, pero sobre todo importante maestro, junto al que se formaron profesores de lengua y literatura como Pedro Peira, Pablo Jauralde, Francisco Marcos Marín, Manuel Ariza Jorge Urrutia o Antonio Viudas, marcando una importante línea de trabajo, responsabilidad y reflexión filológica en la España de los años sesenta y setenta, falleció en su domicilio de San Sebastián de los Reyes (Madrid) el 14 de marzo de 2006. Contaba 90 años de edad.

## Obra

### Estudios críticos
- Al trasluz de la lengua actual
- Años difíciles: Valle-Inclán y la Fundación San Gaspar
- Asedio a "Luces de Bohemia" primer esperpento de Ramón del Valle Inclán discurso leído el 28 de mayo de 1967
- Camilo José Cela: (acercamiento a un escritor)
- Carta de Alonso Zamora Vicente sobre una película española
- Compostela, años atrás
- De Garcilaso a Valle-Inclán
- Estudios de dialectología hispánica
- Una introducción a la "Comedia do viuvo"
- Lengua, literatura, intimidad
- Léxico rural asturiano: palabras y cosas de Libardón (Colunga)
- Manual de dialectología española, 1960¹ y 1967²
- Libros, hombres, paisajes
- Lope de Vega: su vida y su obra
- Nuevas precisiones sobre Luces de Bohemia
- La otra esquina de la lengua
- Para el entendimiento de "La dama boba"
- Presentación a los Entremeses de Miguel de Cervantes
- Qué es la novela picaresca
- Una cuartilla sobre Américo Castro
- Valle-Inclán, novelista por entregas

### Obra literaria
- ¡Estos pobres diablos!
- Primeras hojas
- Sin levantar cabeza
- A traque barraque
- Mesa, sobremesa
- Vegas bajas
- Smith & Ramírez (1957)
- Tute de difuntos (1982)

### Ediciones
- Lope de Vega, Las bizarrías de Belisa
- Francisco de la Torre, Poesías
- Tirso de Molina, Don Gil de las calzas verdes
- Lope de Vega, La dama boba
- Del Valle-Inclán, Luces de Bohemia